# Shaytan
Shayṭān (in arabo ﺷﻴﻄﺎﻥ‎?) nell'islam indica la figura di Satana come nell'ebraismo e nel cristianesimo. Il termine viene utilizzato anche per indicare genericamente un diavolo, il cui plurale è shayāṭīn (in arabo ﺷﻴﺎﻃﻴﻦ‎?).
Nel primo caso la sua figura s'identifica in quella del coranico Iblīs. Insorge tuttavia un irrisolto problema d'ordine teologico, dal momento che Iblīs, nel Libro Sacro dell'Islam, è talora indicato come un diavolo decaduto dalla sua originaria condizione angelica, a causa della sua Disobbedienza ad Allāh (Dio), e talaltra un  jinn. Nel primo caso la sua natura sarebbe quindi di luce, mentre nel secondo la sua natura non potrebbe essere che di fuoco (o di "nerofumo", secondo alcuni testi musulmani).
La demonologia nell'Islam ha, in linea di massima, avuto sempre scarsa fortuna per la sostanziale irrilevanza del diavolo rispetto all'onnipotenza di Allah, che tutto crea e tutto regge. Le attenzioni da parte dei teologi sono state quindi prevalentemente assorbite dall'approfondimento della complessa tematica dagli attributi divini, e in particolare della Potenza che pervade di Sé tutto il Creato. La teologia islamica (specialmente quella "atomistica") crede infatti che la materia bruta (madda) che Egli avrebbe creato ex nihilo per usarla al fine di costituire l'Universo collassa senza soluzione di continuità, non essendo in grado di sopravvivere senza il diuturno intervento creatore di Dio.
I trattati di demonologia sono pertanto "degradati" a sezioni dei libri di "ginnologia", di cui di gran lunga più importante è il testo di Shiblī degli Akām al-murjān fī ahkām al-jānn, con i successivi ampliamenti dovuti alla penna del dotto poligrafo islamico Jalāl al-Dīn al-Suyūṭī.